# 南洋兄弟煙草
南洋兄弟煙草股份有限公司，是一家總部位於香港的煙草商，现屬於由上海實業控股有限公司（0363.HK）旗下公司。

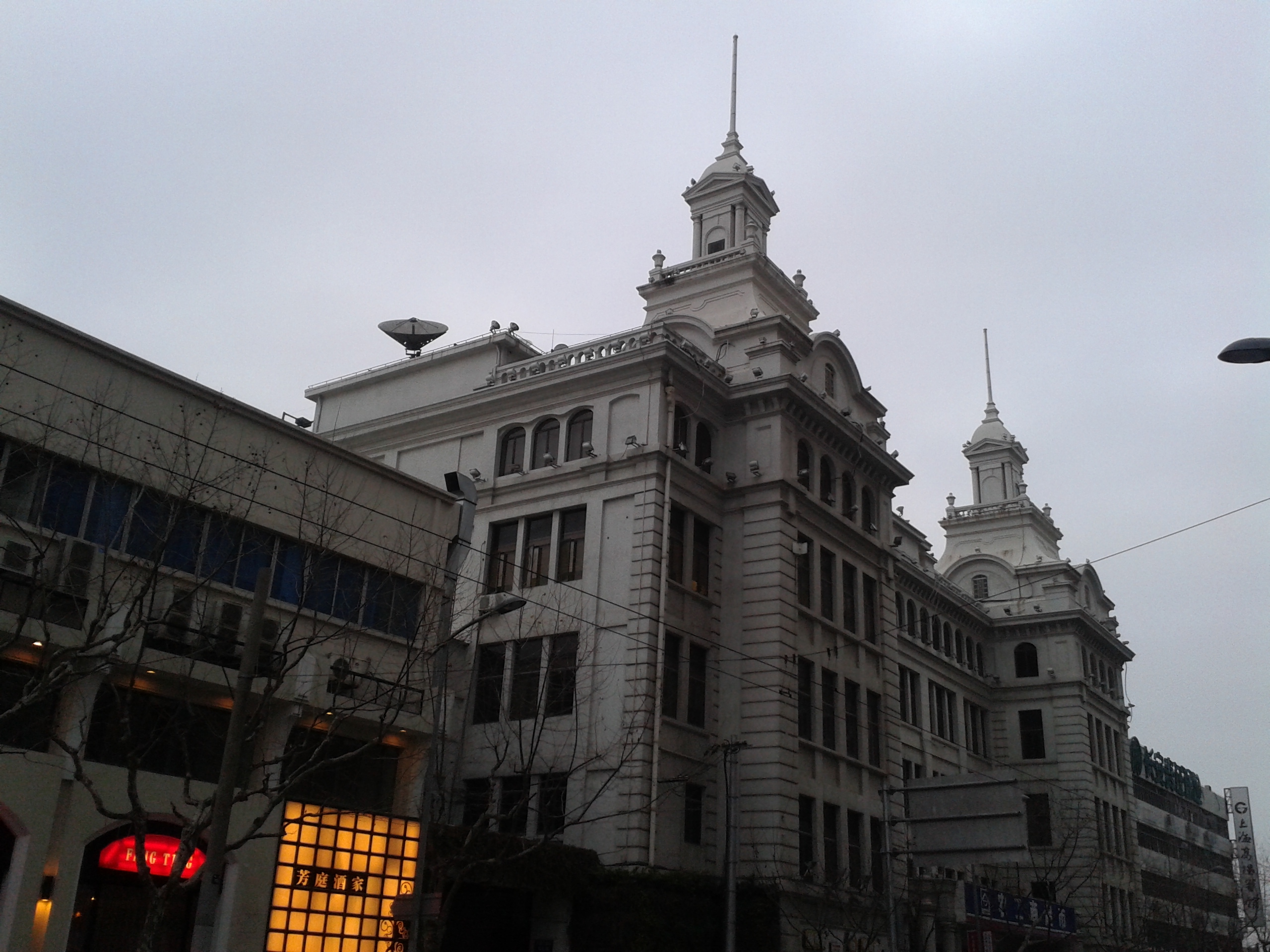
南洋兄弟煙草公司旧址

## 历史

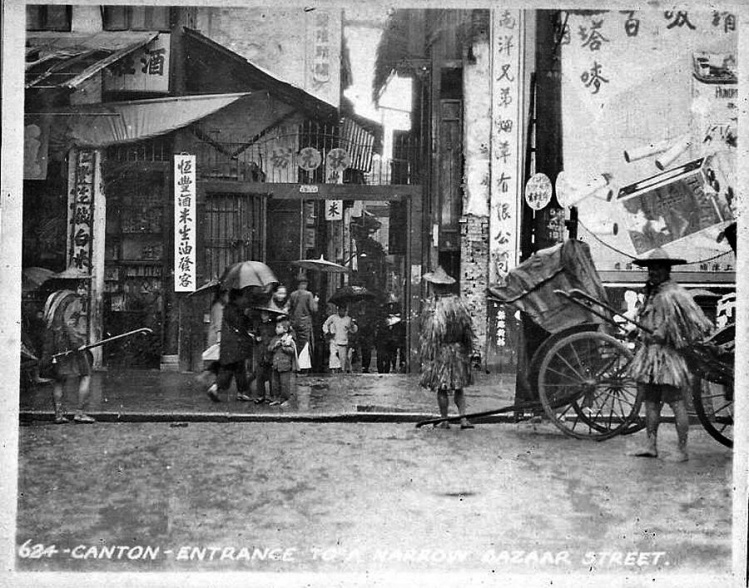
中華民國時期在廣州狀元坊的「南洋兄弟煙草有限公司」廣告。

1905年由广东南海人簡照南和簡玉階兄弟在香港創立，當時「南洋兄弟煙草公司」，最初生產「白鹤」牌香煙，銷路一直上升，但不久被英美烟草公司打击下倒閉。1909年复业，改名為「广东南洋兄弟烟草公司」，生產「紅雙喜」香煙，1916年在上海設廠。
1918年改组为南洋兄弟烟草股份有限公司，總部改在上海。1919年向社会招股，资本增到1500万港元，股份的一半以上为简氏兄弟所有。先后在上海、香港、汉口等地设分厂，并开办锡纸厂、印刷厂和制罐厂，在烟叶产地设烤烟厂，销售机构遍布全国及东南亚各地。在南洋公司最辉煌的时候，1923年，53岁的简照南突然去世。这成为了南洋公司盛极而衰的转折点。1927年实有资本近2000万元。1927年以后，在外国资本与官僚资本双重压迫下，公司营业衰退，1928至1930年出现连续亏损，资本锐减到1125万元。1928年南洋亏损225万元，1929年亏损320万元。在20年代末的严重亏损后，1930至1936年间，南洋的年平均利润为70万元，仅为其早期年利400万元的一个零头。1936年简家主动与宋子文求援，愿以低价让给宋子文20万股，并把简家自己保留的20万股由宋掌握。1937年4月，宋子文入主南洋兄弟烟草公司，宋子文任董事长。其弟宋子良和沪上名人杜月笙成为南洋兄弟公司董事，简玉阶被降为第四大股东，任董事和设计委员，实际处于闲职地位。之后的12年，南洋公司一直为官僚集团把持和控制。宋子文当时的身份是公私要职一身兼，动用的是广东银行的资金，因此被出版于1958年9月的《南洋兄弟烟草公司史料》一书认为是“官僚资本主义对民族工业的掠夺和控制”，也有观点认为这是宋“贪腐”的证据。宋子文入主以后，南洋公司暂时得以维持。“七七事变”后，南洋兄弟在上海的工厂被日本炸毁，大陆市场几乎全数沦丧。 
中华人民共和国建立后，大陆内上海厂、重庆厂、汉口厂、广州厂实行了军事监管，没收官僚资本，成立了临时管理委员会。1951年2月，南洋公司通过公私合营协议，企业改名为公私合营南洋兄弟烟草公司，简玉阶出任副董事长，简照南之子简日林被聘为总经理。到1957年，公司盈利增长了10倍以上。上海、汉口、广州、重庆四厂先后改为独立核算单位，全部纳入国家计划。香港厂房仍保留南洋兄弟烟草股份有限公司名称，繼續經營，1960年“南洋”董事会决定，委托中国银行驻香港总稽核室代管其香港厂。1965年，香港厂房由灣仔迁往新蒲岗，1985年再遷往馬頭角。
1980年，“南洋”在产权关系上正式归属上海市政府。1981年，上海市政府在香港注册设立了全资窗口公司“上海实业有限公司”（“上海实业集团”的前身），“南洋”成为“上实”旗下的成员企业。1987年，正式讓給上海實業。
1995年1月1日，南洋兄弟煙草股份有限公司重新在香港成立，「老南洋」香港分公司煙草業務轉讓給本公司。1996年5月30日，“南洋”经过重组，其资产进入上海實業控股有限公司，並同時上市。 
1998年，投下8.8亿港元的巨资对厂房由馬頭角遷往屯門扩建，使生产设备和管理系统全面更新升级香港厂房，原址由母公司上海實業與長江實業等地產商合資，連同鄰近的天廚味精廠重建成為住宅傲雲峰。

## 品牌
紅雙喜、溫拿 等。

## 外部連結
- 南洋兄弟煙草 （页面存档备份，存于）